# Martine Barraqué
Pour les articles homonymes, voir Barraqué et Curie.
Martine Barraqué est une monteuse française qui a travaillé notamment avec François Truffaut.
Elle apparaît parfois sous le nom Martine Barraqué-Curie (son véritable nom est Martine Barraqué-Curié).

## Filmographie
- 1971 : Les Deux Anglaises et le Continent de François Truffaut
- 1973 : La Nuit américaine de François Truffaut
- 1975 : L'Histoire d'Adèle H. de François Truffaut
- 1977 : L'Homme qui aimait les femmes de François Truffaut
- 1978 : L'Exercice du pouvoir de Philippe Galland
- 1978 : La Chambre verte de François Truffaut
- 1979 : L'Amour en fuite de François Truffaut
- 1980 : Un homme en fuite de Simon Edelstein
- 1980 : Le Dernier Métro de François Truffaut
- 1981 : La Femme d'à côté de François Truffaut
- 1982 : Les Misérables de Robert Hossein
- 1983 : Vivement dimanche ! de François Truffaut
- 1984 : Vive les femmes ! de Claude Confortès
- 1984 : Rive droite, rive gauche de Philippe Labro
- 1985 : Le Mariage du siècle de Philippe Galland
- 1985 : Le Déclic de Jean-Louis Richard
- 1986 : Suivez mon regard de Jean Curtelin
- 1986 : Mort un dimanche de pluie de Joël Santoni
- 1987 : Le Moine et la Sorcière de Suzanne Schiffman
- 1988 : Fréquence meurtre de Élisabeth Rappeneau
- 1989 : L'Ami retrouvé (Reunion) de Jerry Schatzberg
- 1989 : La Révolution française de Robert Enrico
- 1991 : Pour Sacha d'Alexandre Arcady
- 1992 : Loin du Brésil de Tilly
- 1992 : Le Grand Pardon 2 d'Alexandre Arcady
- 1994 : Mina Tannenbaum de Martine Dugowson
- 1996 : Portraits chinois
- 1997 : Une femme en blanc d'Aline Issermann (feuilleton TV)
- 1997 : Le Grand Batre de Laurent Carceles (TV)
- 1998 : La Clef des champs de Charles Némès (feuilleton TV)
- 1998 : La Poursuite du vent de Nina Companeez (feuilleton TV)
- 1999 : Lisa et Simon : Une dette mortelle (TV)
- 2001 : Les Fantômes de Louba de Martine Dugowson
- 2001 : Rastignac ou les Ambitieux (feuilleton TV)
- 2002 : Les Amants du Nil
- 2002 : Sacrifices (Sunduq al-dunyâ)
- 2003 : Il était une fois Jean-Sébastien Bach
- 2007 : Darling de Christine Carrière
- 2009 : L'École du pouvoir de Raoul Peck (mini-série TV)

## Distinctions
- 1981 : César du meilleur montage pour Le Dernier Métro.